# Autographa argyrosigna
Autographa argyrosigna är en fjärilsart som beskrevs av Moore 1882. Autographa argyrosigna ingår i släktet Autographa och familjen nattflyn. Inga underarter finns listade i Catalogue of Life.